# Расселл (Арканзас)
Расселл (англ. Russell, Arkansas) — город, расположенный в округе Уайт (штат Арканзас, США) с населением в 228 человек по статистическим данным переписи 2000 года.

## География
По данным Бюро переписи населения США Расселл имеет общую площадь в 0,52 квадратных километров, водных ресурсов в черте населённого пункта не имеется.
Город Расселл расположен на высоте 71 метр над уровнем моря.

## Демография
По данным переписи населения 2000 года в Расселле проживало 228 человек, 64 семьи, насчитывалось 103 домашних хозяйств и 116 жилых домов. Средняя плотность населения составляла около 456 человек на один квадратный километр. Расовый состав Расселла по данным переписи распределился следующим образом: 99,56 % белых, 0,44 % — коренных американцев.
Испаноговорящие составили 1,32 % от всех жителей города.
Из 103 домашних хозяйств в 29,1 % — воспитывали детей в возрасте до 18 лет, 44,7 % представляли собой совместно проживающие супружеские пары, в 15,5 % семей женщины проживали без мужей, 36,9 % не имели семей. 34,0 % от общего числа семей на момент переписи жили самостоятельно, при этом 12,6 % составили одинокие пожилые люди в возрасте 65 лет и старше. Средний размер домашнего хозяйства составил 2,21 человек, а средний размер семьи — 2,83 человек.
Население города по возрастному диапазону по данным переписи 2000 года распределилось следующим образом: 26,8 % — жители младше 18 лет, 5,7 % — между 18 и 24 годами, 24,1 % — от 25 до 44 лет, 29,4 % — от 45 до 64 лет и 14,0 % — в возрасте 65 лет и старше. Средний возраст жителей составил 40 лет. На каждые 100 женщин в Расселле приходилось 82,4 мужчин, при этом на каждые сто женщин 18 лет и старше приходилось 81,5 мужчин также старше 18 лет.
Средний доход на одно домашнее хозяйство в городе составил 20 208 долларов США, а средний доход на одну семью — 26 250 долларов. При этом мужчины имели средний доход в 26 875 долларов США в год против 26 042 доллара среднегодового дохода у женщин. Доход на душу населения в городе составил 12 032 доллара в год. 20,0 % от всего числа семей в округе и 23,3 % от всей численности населения находилось на момент переписи населения за чертой бедности, при этом из них были моложе 18 лет и 15,0 % — в возрасте 65 лет и старше.